# Angelosaurus
Angelosaurus é um gênero de pelicossauro do Permiano Inferior da América do Norte.

## Espécies
- Angelosaurus dolani Olson e Berrbower 1953 - encontrado no Texas, no condado de Knox;
- Angelosaurus greeni Olson 1962 - encontrado no Texas, no condado de Knox;
- Angelosaurus romeri Olson e Barghusen, 1962 - encontrado em Oklahoma, no condado de Kingfisher.